# Pinus amamiana
Pinus amamiana (též Pinus armandii varieta amamiana) je japonská pětijehličná a středně velká borovice, patřící mezi nejvzácnější borovice na světě.

## Popis
Stálezelený jehličnatý strom, dorůstající do výšky 30 m. Kmen dosahuje průměru 2 m. Větve jsou vodorovné. Borka je u mladých stromů hladká a šedohnědá, u starších stromů sloupávající se po tenkých šupinách a šedočerná. Letorosty jsou šedohnědé, zprvu chlupaté, a brzy hladké. Šupiny (Kataphylla) mají překrývající okraje, jsou blánovité, vejčité až široké a přímé, červenohnědé, 2-7 mm dlouhé a 1,5 mm široké a opadavé. Jehlice jsou zelené, stoupající a rovné, vyskytují se ve svazečcích (Fasciculus) po 5 ; jehlice jsou 3-8 cm dlouhé a 0,8-1 mm široké, na okrajích zubaté; s 3 pryskyřičnými kanálky, 1 spodním, 1 okrajovým a 1 horním a středovým; s řadami průduchů (Stomata) pouze na dvou vnitřních površích.
Samičí (semenné) šištice – šišky (Megastrobilus) jsou červenohnědé, vejčité, pryskyřičnaté, na krátkých stopkách, 5-7 cm dlouhé a 3–4 cm široké; vyskytují se po jedné nebo v přeslenech po dvou. Šupiny šišek jsou dřevnaté, obvejčitě kruhové, 1,5–2 cm dlouhé a 2–3 cm široké. Výrůstky (Apophysis) jsou kosočtverečné a 20–25 mm široké. Přírůstek prvního roku (Umbo) je snížený. Semena jsou elipsovitá, šedočerná, 10–12 mm dlouhá a 4–6 mm široká. Křídla semen jsou nevyvinutá a 0,5–1 mm dlouhá. Strom kvete v květnu. Šišky dozrávají v říjnu druhého roku.

## Příbuznost
Borovice Pinus amamiana je příbuzná s borovicí Pinus morrisonicola a s borovicí drobnokvětou Pinus parviflora. Dříve byla borovice Pinus amamiana popisována jako varieta borovice Pinus armandii to znamená: Pinus armandii varieta amamiana, nyní je borovice Pinus amamiana považována za samostatný druh, protože borovice Pinus amamiana má kratší jehlice a menší šišky než borovice Pinus armandii a od borovice Pinus armandii varieta mastersiana se liší tím, že borovice Pinus armandii varieta mastersiana má letorosty hladké od začátku.

## Výskyt
Domovinou borovice Pinus amamiana je Japonsko (ostrovy Jakušima a Tanegašima, blízko ostrova Kjúšú).

## Ekologie
Borovice Pinus amamiana roste na nechráněných otevřených stanovištích na kamenitých svazích s řídkou vegetací. Na ostrově Jakušima v rozsahu nadmořských výšek 250–900 m a na ostrově Tanegašima 50–200 m. Strom je mrazuvzdorný do −6,6 °C. Borovice Pinus amamiana roste občas v blízkosti borovice Thunbergovy Pinus thunbergii.

## Nepřátelé a nemoci
Nechráněná stanoviště, zhoršující regeneraci populace tohoto stromu, a občasně také útoky háďátka borového Bursaphelenchus xylophilus.

## Využití člověkem
V současnosti není strom nijak využíván; v minulosti byl místně intenzivně využíván pro řezivo, používané ve stavebnictví, tesařství a na výrobu dřevěných rybářských kánoí.

## Ohrožení
Ohrožený strom, stav jeho populace je klesající. Na ostrově Jakušima se vyskytují 3 podpopulace borovice Pinus amamiana, jedna čítající 2000-3000 jedinců, druhá pod 1000 jedinců a třetí pod 100 jedinců stromu, tyto tři podpopulace mají klesající tendenci; na ostrově Tanegašima se nachází pouze jedna podpopulace s klesající tendencí a čítající okolo 300 jedinců stromu. V důsledku nechráněných podmínek je regenerace populace stromu pomalá. Navíc nechtěně z USA zavlečené háďátko borové Bursaphelenchus xylophilus, i přes relativně vysokou odolnost borovice Pinus amamiana k tomuto patogenu, zvyšuje úmrtnost semenáčů, malých stromků a dospělých jedinců tohoto stromu. Podpopulace na ostrově Jakušima se vyskytuje v chráněné oblasti.